# Vesiculaphis caerulea
Vesiculaphis caerulea är en insektsart. Vesiculaphis caerulea ingår i släktet Vesiculaphis och familjen långrörsbladlöss. Inga underarter finns listade i Catalogue of Life.